# 密氏短鬚石首魚
密氏短鬚石首魚為輻鰭魚綱鱸形目鱸亞目石首魚科的其中一種，分布西大西洋區的哥倫比亞海域，棲息深度可達183公尺，棲息在沿岸海域。